# Gloeocorticium
Gloeocorticium är ett släkte av svampar. Gloeocorticium ingår i familjen Cyphellaceae, ordningen Agaricales, klassen Agaricomycetes, divisionen basidiesvampar och riket svampar.
|                | Cyphella                                     |
|                |                                              |
|                | Cheimonophyllum                              |
|                |                                              |
|                | Campanophyllum                               |
|                |                                              |
|                | Incrustocalyptella                           |
|                |                                              |
|                | Cunninghammyces                              |
|                |                                              |
|                | Chondrostereum                               |
|                |                                              |
|                | Phaeoporotheleum                             |
|                |                                              |
|                | Asterocyphella                               |
|                |                                              |
|                | Granulobasidium                              |
|                |                                              |
|                | Gloeostereum                                 |
|                |                                              |
|                | Dendrocyphella                               |
|                |                                              |
|                | Catilla                                      |
|                |                                              |
|                | Thujacorticium                               |
|                |                                              |
|                | Hyphoradulum                                 |
|                |                                              |
|                | Sphaerobasidioscypha                         |
|                |                                              |
|                | Seticyphella                                 |
|                |                                              |
| Gloeocorticium | \| \| Gloeocorticium cinerascens \| \| \| \| |
|                | \| \| Gloeocorticium cinerascens \| \| \| \| |
|                | Gloeocorticium cinerascens                   |
|                |                                              |

|  | Gloeocorticium cinerascens |
|  |                            |